# Réginald Gaillard
Pour les articles homonymes, voir Gaillard.
Réginald Gaillard est un poète, écrivain et éditeur français né en 1972 à Béthune. Il a fondé la revue NUNC (2002-2021), la revue la forge, en 2023, et les éditions de Corlevour.

## Biographie
Né d'une mère luthérienne originaire de Belfort et d'un père jurassien issu de la petite paysannerie, Réginald Gaillard fait ses études d'Histoire à l'université Lille-III, au cours desquelles il travaille notamment sur le Génie du christianisme de François-René de Chateaubriand, puis sur le catholicisme romantique.

### Éditeur
En 1996, il cofonde une première revue avec Michaël Dumont, L’Odyssée, qui disparaît l'année suivante. Il réitère une seconde fois l'expérience, avec la création de la revue Contrepoint, journal de l'unité (1999-2000), « un gratuit de 4 à 8 pages où il publiait de la poésie et de courts articles de critique et de controverse », qui le conduit progressivement vers une troisième revue.
En 2002, il fonde la revue Nunc, devenue au fil des ans l'une des plus importantes revues de poésie française, ainsi que les éditions de Corlevour, nom inspiré du village de Courlaoux, berceau de sa famille paternelle. Revendiquant un « enracinement spirituel », la revue NUNC défend notamment, selon son fondateur, « une appréhension spirituelle du réel, de la langue, de la création, de la pensée, et cela sans être au service d’une Église en particulier ». Les différentes publications éditent de la poésie, des romans, des essais, et des livres d’art. En 2011, elles reprennent le fonds français des Éditions Laurence Teper.
Dans le cadre de la revue NUNC, il dirige près d'une dizaine de dossiers, essentiellement sur des poètes contemporains, dont Olivier Apert, Pierre Oster, Jean Grosjean, Pierre Emmanuel, Jean-Pierre Lemaire, Adonis, Juarroz...

### Poète et écrivain
Il a publié quatre recueils de poésie, dont L'Attente de la tour (2013) L'Échelle invisible (2015) et Hospitalité des gouffres (2020), parus chez Ad Solem. Des poèmes ont par ailleurs paru dans différentes revues telles que Phoenix, Thauma, Recours au poème, etc.
En 2017, il publie son premier roman, La Partition intérieure (Le Rocher), qui reçoit non seulement le Grand Prix catholique de littérature, mais également un large écho critique dans la presse,,,. L'histoire se passe à Courlaoux, dans le Jura, terre d'origine de la famille de l'écrivain ; certains personnages s’inspirent d'ailleurs de personnes réellement rencontrées ; d’autres ont été complètement créés.